# Nascar Winston Cup Series 1997
Nascar Winston Cup Series 1997 var den 49:e upplagan av den främsta divisionen av professionell stockcarracing i USA sanktionerad av National Association for Stock Car Auto Racing. 
Säsongen som bestod av 31 race startade på Daytona International Speedway med uppvisningsloppen Busch Clash 9 februari och Gatorade 125 Qualifiers 13 februari, vilket även var slutkval till den 39:e upplagan av Daytona 500. Ordinarie säsong avslutades 16 november på Atlanta Motor Speedway med Napa 500. 23 november kördes ett uppvisningslopp på Suzuka Circuit i Japan. Mästerskapsserien vanns av Jeff Gordon, vilket var hans andra titel. Han hade tidigare vunnit serien 1995 Märkesmästerskapet vanns av Ford som tog 19 segrar.

## Tävlingskalender
| Nr | Officiellt namn                   | Bana                                                        | Datum        |
| -- | --------------------------------- | ----------------------------------------------------------- | ------------ |
| U  | Busch Clash                       | Daytona International Speedway, Daytona Beach, Florida      | 9 februari   |
| KV | Gatorade Twin 125 Qualifiers      | Daytona International Speedway, Daytona Beach, Florida      | 13 februari  |
| 1  | Daytona 500                       | Daytona International Speedway, Daytona Beach, Florida      | 16 februari  |
| 2  | Goodwrench Service 400            | North Carolina Motor Speedway, Rockingham, North Carolina   | 23 februari  |
| 3  | Pontiac Excitement 400            | Richmond International Raceway, Richmond, Virginia          | 2 mars       |
| 4  | Primestar 500                     | Atlanta Motor Speedway, Hampton, Georgia                    | 10 mars      |
| 5  | Transouth Financial 400           | Darlington Raceway, Darlington, South Carolina              | 23 mars      |
| 6  | Interstate Batteries 500          | Texas Motor Speedway, Fort Worth, Texas                     | 6 april      |
| 7  | Food City 500                     | Bristol International Raceway, Bristol, Tennessee           | 13 april     |
| 8  | Goody's Headache Powder 500       | Martinsville Speedway, Ridgeway, Virginia                   | 20 april     |
| 9  | Save Mart Supermarkets 300        | Sears Point Raceway, Sonoma, Kalifornien                    | 5 maj        |
| 10 | Winston 500                       | Talladega Superspeedway, Talladega, Alabama                 | 28 april     |
| U  | Winston Open                      | Charlotte Motor Speedway, Concord, North Carolina           | 17 maj       |
| U  | The Winston                       | Charlotte Motor Speedway, Concord, North Carolina           | 17 maj       |
| 11 | Coca-Cola 600                     | Charlotte Motor Speedway, Concord, North Carolina           | 25 maj       |
| 12 | Miller 500                        | Dover Downs International Speedway, Dover, Delaware         | 1 juni       |
| 13 | Pocono 500                        | Pocono International Raceway, Long Pond, Pennsylvania       | 8 juni       |
| 14 | Miller 400                        | Michigan International Speedway, Brooklyn, Michigan         | 15 juni      |
| 15 | California 500 presented by Napa  | California Speedway, Fontana, Kalifornien                   | 22 juni      |
| 16 | Pepsi 400                         | Daytona International Speedway, Daytona Beach, Florida      | 5 juli       |
| 17 | Jiffy Lube 300                    | New Hampshire International Speedway, Loudon, New Hampshire | 13 juli      |
| 18 | Pennsylvania 500                  | Pocono International Raceway, Long Pond, Pennsylvania       | 20 juli      |
| 19 | Brickyard 400                     | Indianapolis Motor Speedway, Speedway, Indiana              | 3 augusti    |
| 20 | The Bud at The Glen               | Watkins Glen International, Watkins Glen, New York          | 10 augusti   |
| 21 | DeVilbiss 400                     | Michigan International Speedway, Brooklyn, Michigan         | 17 augusti   |
| 22 | Goody's Headache Powder 500       | Bristol International Raceway, Bristol, Tennessee           | 23 augusti   |
| 23 | Mountain Dew Southern 500         | Darlington Raceway, Darlington, South Carolina              | 31 augusti   |
| 24 | Exide Nascar Select Batteries 400 | Richmond International Raceway, Richmond, Virginia          | 6 september  |
| 25 | CMT 300                           | New Hampshire International Speedway, Loudon, New Hampshire | 14 september |
| 26 | MBNA 400                          | Dover Downs International Speedway, Dover, Delaware         | 21 september |
| 27 | Hanes 500                         | Martinsville Speedway, Ridgeway, Virginia                   | 29 september |
| 28 | UAW-GM Quality 500                | Charlotte Motor Speedway, Concord, North Carolina           | 5 oktober    |
| 29 | Diehard 500                       | Talladega Superspeedway, Talladega, Alabama                 | 12 oktober   |
| 30 | AC Delco 400                      | North Carolina Motor Speedway, Rockingham, North Carolina   | 27 oktober   |
| 31 | Dura Lube 500                     | Phoenix International Raceway, Phoenix, Arizona             | 2 november   |
| 32 | Napa 500                          | Atlanta Motor Speedway, Hampton, Georgia                    | 16 november  |
| U  | Nascar Thunder Special Suzuka     | Suzuka Circuit, Suzuka, Japan                               | 24 november  |

## Resultat
| Nr | Tävling                           | Pole position     | Flest ledda varv | Vinnare        | Team                         | Konstruktör | Rapport |
| -- | --------------------------------- | ----------------- | ---------------- | -------------- | ---------------------------- | ----------- | ------- |
| U  | Busch Clash                       | Terry Labonte     | Terry Labonte    | Jeff Gordon    | Hendrick Motorsports         | Chevrolet   | Rapport |
| KV | Gatorade 125 1                    | Mike Skinner      | Dale Jarrett     | Dale Jarrett   | Yates Racing                 | Ford        | Rapport |
| KV | Gatorade 125 2                    | Steve Grissom     | Dale Earnhardt   | Dale Earnhardt | Richard Childress Racing     | Chevrolet   | Rapport |
| 1  | Daytona 500                       | Mike Skinner      | Mark Martin      | Jeff Gordon    | Hendrick Motorsports         | Chevrolet   | Rapport |
| 2  | Goodwrench Service 400            | Mark Martin       | Dale Jarrett     | Jeff Gordon    | Hendrick Motorsports         | Chevrolet   | Rapport |
| 3  | Pontiac Excitement 400            | Terry Labonte     | Dale Jarrett     | Rusty Wallace  | Penske Racing South          | Ford        | Rapport |
| 4  | Primestar 500                     | Robby Gordon      | Dale Jarrett     | Dale Jarrett   | Yates Racing                 | Ford        | Rapport |
| 5  | Transouth Financial 400           | Dale Jarrett      | Dale Jarrett     | Dale Jarrett   | Yates Racing                 | Ford        | Rapport |
| 6  | Interstate Batteries 500          | Dale Jarrett      | Terry Labonte    | Jeff Burton    | Roush Racing                 | Ford        | Rapport |
| 7  | Food City 500                     | Rusty Wallace     | Rusty Wallace    | Jeff Gordon    | Hendrick Motorsports         | Chevrolet   | Rapport |
| 8  | Goody's Headache Powder 500       | Kenny Wallace     | Jeff Gordon      | Jeff Gordon    | Hendrick Motorsports         | Chevrolet   | Rapport |
| 9  | Save Mart Supermarkets 300        | Mark Martin       | Mark Martin      | Mark Martin    | Roush Racing                 | Ford        | Rapport |
| 10 | Winston 500                       | John Andretti     | Dale Earnhardt   | Mark Martin    | Roush Racing                 | Ford        | Rapport |
| U  | Winston Open                      | Chad Little       | Ricky Craven     | Ricky Craven   | Hendrick Motorsports         | Chevrolet   | Rapport |
| U  | The Winston                       | Bill Elliott      | Bobby Labonte    | Jeff Gordon    | Hendrick Motorsports         | Chevrolet   | Rapport |
| 11 | Coca-Cola 600                     | Jeff Gordon       | Ernie Irvan      | Jeff Gordon    | Hendrick Motorsports         | Chevrolet   | Rapport |
| 12 | Miller 500                        | Bobby Labonte     | Dale Jarrett     | Ricky Rudd     | Rudd Performance Motorsports | Ford        | Rapport |
| 13 | Pocono 500                        | Bobby Hamilton    | Ward Burton      | Jeff Gordon    | Hendrick Motorsports         | Chevrolet   | Rapport |
| 14 | Miller 400                        | Dale Jarrett      | Ted Musgrave     | Ernie Irvan    | Robert Yates Racing          | Ford        | Rapport |
| 15 | California 500 presented by Napa  | Joe Nemechek      | Jeff Gordon      | Jeff Gordon    | Hendrick Motorsports         | Chevrolet   | Rapport |
| 16 | Pepsi 400                         | Mike Skinner      | John Andretti    | John Andretti  | Cale Yarborough Motorsports  | Ford        | Rapport |
| 17 | Jiffy Lube 300                    | Ken Schrader      | Jeff Burton      | Jeff Burton    | Roush Racing                 | Ford        | Rapport |
| 18 | Pennsylvania 500                  | Joe Nemechek      | Dale Jarrett     | Dale Jarrett   | Yates Racing                 | Ford        | Rapport |
| 19 | Brickyard 400                     | Ernie Irvan       | Ernie Irvan      | Ricky Rudd     | Rudd Performance Motorsports | Ford        | Rapport |
| 20 | The Bud at The Glen               | Todd Bodine       | Jeff Gordon      | Jeff Gordon    | Hendrick Motorsports         | Chevrolet   | Rapport |
| 21 | DeVilbiss 400                     | Johnny Benson Jr. | Mark Martin      | Mark Martin    | Roush Racing                 | Ford        | Rapport |
| 22 | Goody's Headache Powder 500       | Kenny Wallace     | Dale Jarrett     | Dale Jarrett   | Yates Racing                 | Ford        | Rapport |
| 23 | Mountain Dew Southern 500         | Bobby Labonte     | Bill Elliott     | Jeff Gordon    | Hendrick Motorsports         | Chevrolet   | Rapport |
| 24 | Exide Nascar Select Batteries 400 | Bill Elliott      | Jeff Burton      | Dale Jarrett   | Yates Racing                 | Ford        | Rapport |
| 25 | CMT 300                           | Ken Schrader      | Jeff Gordon      | Jeff Gordon    | Hendrick Motorsports         | Chevrolet   | Rapport |
| 26 | MBNA 400                          | Mark Martin       | Mark Martin      | Mark Martin    | Roush Racing                 | Ford        | Rapport |
| 27 | Hanes 500                         | Ward Burton       | Rusty Wallace    | Jeff Burton    | Roush Racing                 | Ford        | Rapport |
| 28 | UAW-GM Quality 500                | Geoff Bodine      | Bobby Labonte    | Dale Jarrett   | Yates Racing                 | Ford        | Rapport |
| 29 | Diehard 500                       | Ernie Irvan       | Terry Labonte    | Terry Labonte  | Hendrick Motorsports         | Chevrolet   | Rapport |
| 30 | AC Delco 400                      | Bobby Labonte     | Ricky Craven     | Bobby Hamilton | Petty Enterprises            | Pontiac     | Rapport |
| 31 | Dura Lube 500                     | Bobby Hamilton    | Rusty Wallace    | Dale Jarrett   | Yates Racing                 | Ford        | Rapport |
| 32 | Napa 500                          | Geoff Bodine      | Bobby Labonte    | Bobby Labonte  | Joe Gibbs Racing             | Pontiac     | Rapport |

## Slutställning

### Förarmästerskapet
| Plats | Förare          | Poäng |
| ----- | --------------- | ----- |
| 1     | Jeff Gordon     | 4710  |
| 2     | Dale Jarrett    | 4690  |
| 3     | Mark Martin     | 4681  |
| 4     | Jeff Burton     | 4285  |
| 5     | Dale Earnhardt  | 4216  |
| 6     | Terry Labonte   | 4177  |
| 7     | Bobby Labonte   | 4101  |
| 8     | Bill Elliott    | 3836  |
| 9     | Rusty Wallace   | 3598  |
| 10    | Ken Schrader    | 3576  |
| 11    | Johnny Benson   | 3575  |
| 12    | Ted Musgrave    | 3546  |
| 13    | Jeremy Mayfield | 3547  |
| 14    | Ernie Irvan     | 3534  |
| 15    | Kyle Petty      | 3455  |
| 16    | Bobby Hamilton  | 3450  |
| 17    | Ricky Rudd      | 3330  |
| 18    | Michael Waltrip | 3178  |
| 19    | Ricky Craven    | 3108  |
| 20    | Jimmy Spencer   | 3079  |
| 21    | Steve Grissom   | 3061  |
| 22    | Geoff Bodine    | 3046  |
| 23    | John Andretti   | 3019  |
| 24    | Ward Burton     | 2987  |
| 25    | Sterling Marlin | 2954  |
| 26    | Darrell Waltrip | 2942  |
| 27    | Derrike Cope    | 2901  |
| 28    | Joe Nemechek    | 2754  |
| 29    | Brett Bodine    | 2716  |
| 30    | Mike Skinner    | 2669  |

### Märkesmästerskapet
| Pos     | Tillverkare | Vinster | Poäng |
| ------- | ----------- | ------- | ----- |
| 1       | Ford        | 19      | 245   |
| 2       | Chevrolet   | 11      | 209   |
| 3       | Pontiac     | 2       | 154   |
| Källor: |             |         |       |